# واهان میراکیان (شاعر)
واهان آقابکی میراکیان (ارمنی: Վահան Աղաբեկի Միրաքյան؛  زادهٔ ۱۸۶۶ - درگذشته ۱۹۴۲) شاعر، آموزگار اهل ارمنستان بود.

## زندگی‌نامه
وی در ۱۸۶۶ در روستای شولاور (شاهومیانی کنونی) به دنیا آمد و از صومعه ساناهین (۱۸۷۳) و آموزشگاه تربیت معلمان ابتدایی ماوراء‌قفقاز (۱۸۸۸) فارغ‌التحصیل گشت. وی عضو اتحادیه نویسندگان اتحاد شوروی (۱۹۳۴) بود. وی در ۱۹۴۲ در سن ۷۶ سالگی در تفلیس درگذشت و در ایروان به خاک سپرده شد.

## یادداشت
1. ↑  դրամատուրգ

## نگارخانه

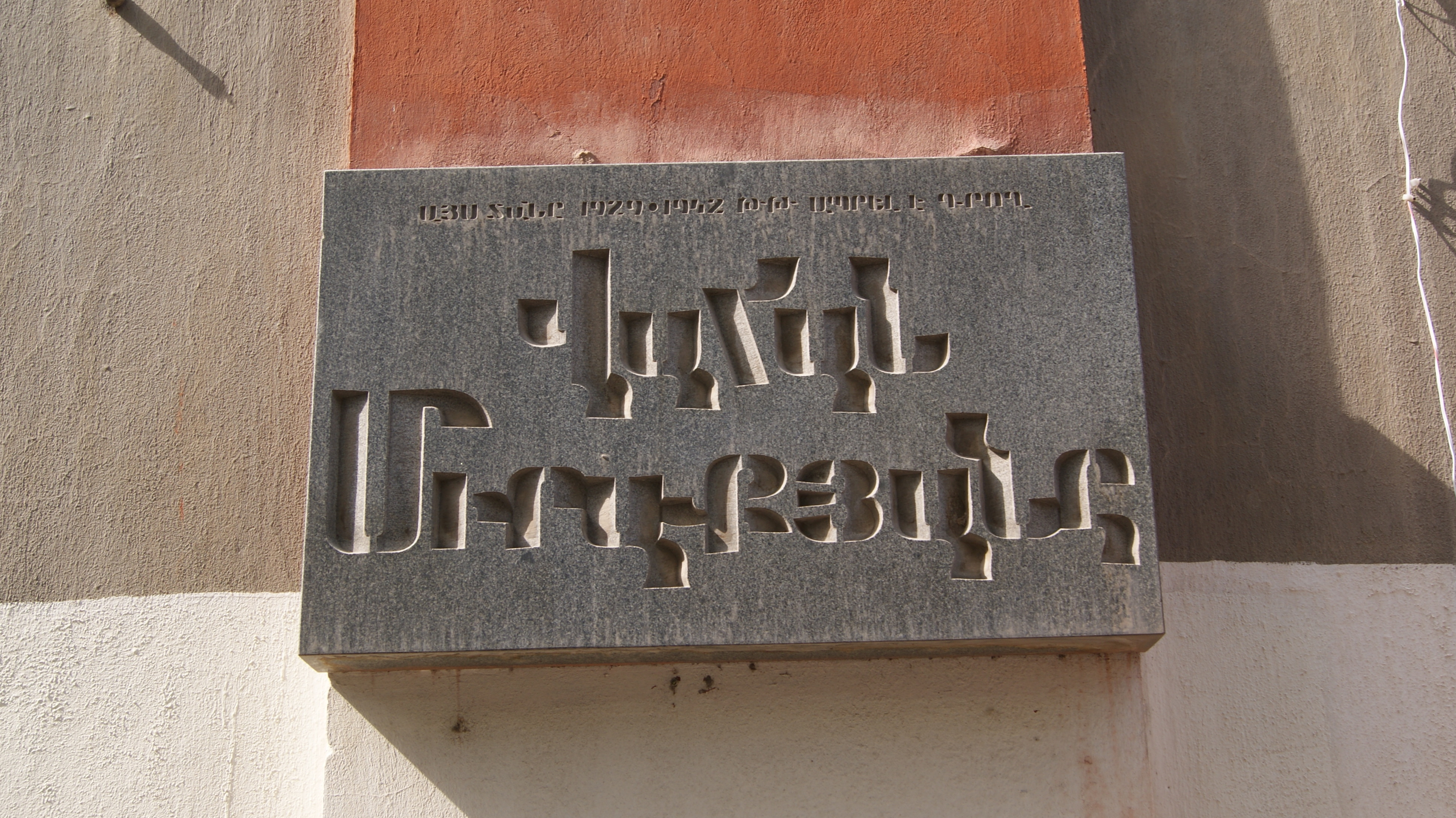
شماره 29 خیابان آبوویان